# Гоенаспе
Гоенаспе (нім. Hohenaspe) — громада в Німеччині, розташована в землі Шлезвіг-Гольштейн. Входить до складу району Штайнбург. Складова частина об'єднання громад Ітцего-Ланд.
Площа — 14,07 км2. Населення становить 1952 ос. (станом на 31 грудня 2020).

## Галерея

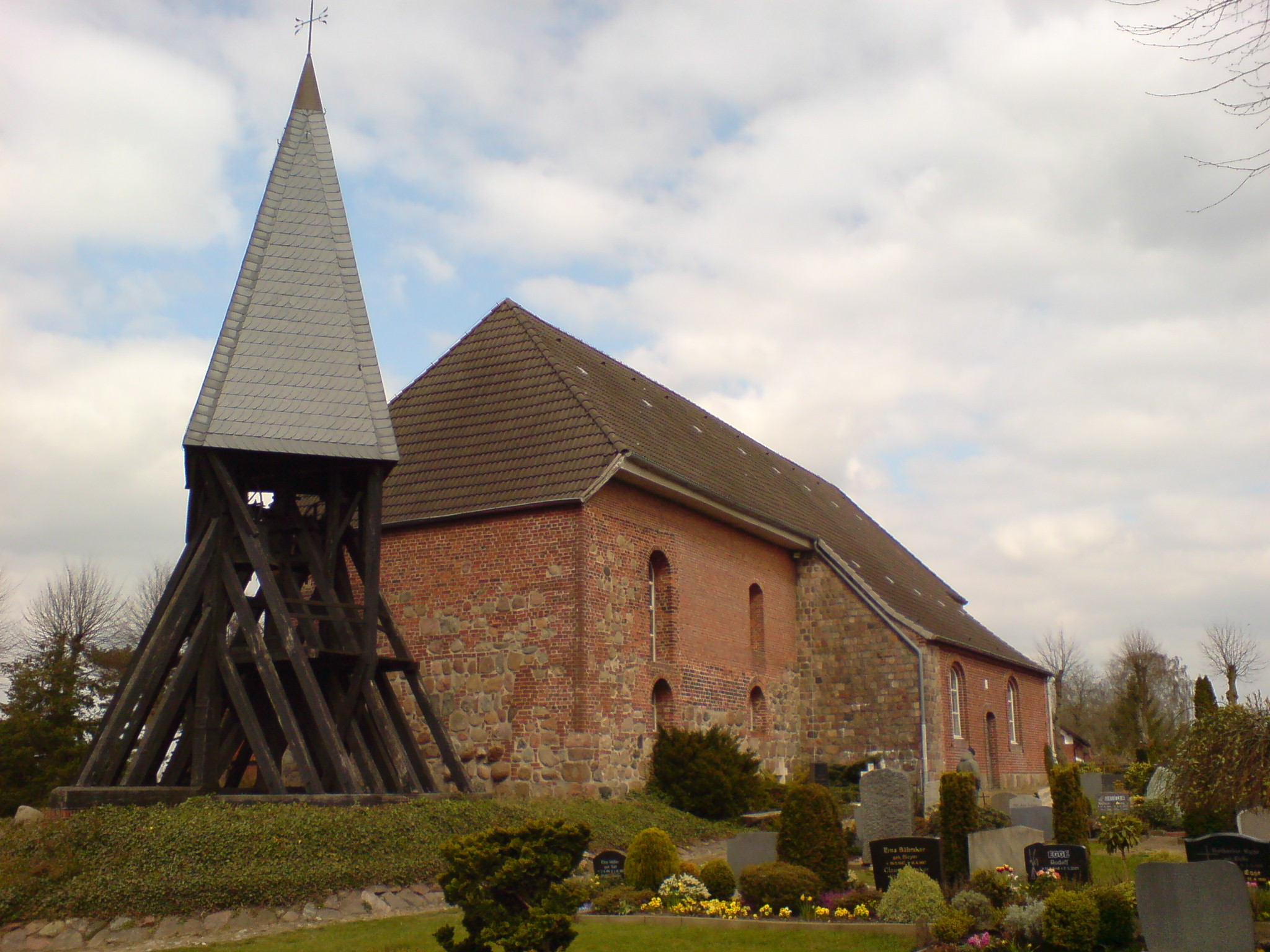